# Kingsclere
Kingsclere est un village et une paroisse civile du Hampshire, en Angleterre. Il est situé dans le nord du comté, à mi-chemin entre les villes de Newbury (au nord-ouest) et Basingstoke (au sud-est), sur la route A339 (en). Administrativement, il relève du district de Basingstoke and Deane. Au recensement de 2011, il comptait 3 164 habitants.

## Étymologie
Le nom Kingsclere est composé de deux éléments. Le second provient peut-être du latin clāra désignant un cours d'eau aux eaux claires, auquel est préfixé le vieil anglais cyning « roi » pour signaler qu'il s'agit d'un domaine royal. Il est attesté à la fin du XIIe siècle sous la forme Kyngeclera.

## Histoire
Dans son testament, établi dans les années 880, le roi du Wessex Alfred le Grand lègue le domaine de Kingsclere à sa fille cadette Æthelgifu.